# Sony Labou Tansi
Sony Labou Tansi (Kinshasa, 5 luglio 1947 – Foufoudou, 14 giugno 1995) è stato uno scrittore e regista teatrale congolese (Repubblica Democratica del Congo).
Poeta, drammaturgo, romanziere nonché attivista politico, Tansi è uno degli autori più importanti della letteratura dell'Africa sub-sahariana.
Le sue opere ruotano attorno a temi sociali come la corruzione della classe dirigente e delle forze dell'ordine, i movimenti di resistenza e insubordinazione, la posizione delle classi meno abbienti.
Il suo lavoro è noto soprattutto per la vena ironica e satirica che lo attraversa nella moltitudine di opere, stili e generi, nonché per l'impegno sociopolitico.
Tansi si è occupato di teatro e di tradizioni orali ed ha scritto opere, romanzi e racconti su temi universali come l'amore, la vita e la morte.

## Biografia
Nato a Kinshasa, attuale Repubblica Democratica del Congo, primo di sette figli, impara il francese a scuola e all'età di dodici anni completa la sua formazione all'Ecole Normale Supérieure d'Afrique Centrale.
Nel 1971 inizia a insegnare inglese e francese a Kindauba e nello stesso anno comincia a scrivere per il teatro. 
Nel 1979 fonda il Rocardo Zulu Theatre e pubblica il suo primo racconto, La Vie et demie. Da questo momento comincia la sua ascesa in Europa e nel mondo. Le sue opere sono state rappresentate a Parigi, Dakar e New York. 
Tuttavia, nel suo stesso paese Tansi è stato molto criticato e osteggiato dal Partito Congolese del Lavoro per le sue posizioni ideologiche. 
Diventato membro attivo del Mouvement Congolais pour le Développement de la Démocratie Intégrale (M.C.D.D.I.), un movimento che si opponeva fermamente al partito unico congolese, nel 1992, viene eletto deputato di Makélékélé e in seguito alle sue attività pubbliche e politiche, il suo passaporto viene ritirato dalle autorità. 
Nel frattempo, scopre di avere contratto l'AIDS, ma non potendo curarsi all'estero, cerca di sopravvivere attraverso le cure e la farmacopea tradizionale. Si spegne due settimane dopo la moglie Pierrette, il 14 giugno del 1995, a Foufoudou (distretto di Brazzaville) a soli 48 anni.

## Premi e riconoscimenti
Tansi ha vinto numerosi premi e riconoscimenti, tra cui il Grand Prix Littéraire de l'Afrique Noire, la Palme de la Francophonie e l'Ibsen Foundation Prize.
Nel 1986, ha ricevuto il premio della Fondazione Mattei.
Dal 2003, a suo nome, è stato organizzato un premio letterario per drammaturgia francofone, vinto l'anno successivo da Wajdi Mouawad.

## Opere
- Conscience de tracteur, 1979
- La Vie et demie, 1979; trad. Rolando Damiani, introduzione di Franca Marcato Falzoni, Lavoro, Roma 1990 ISBN 8879104365
- L'État honteux, 1981; trad. a cura di Egi Volterrani, Turpe stato. Lo Stato scandaloso, Le Nuove Muse editore, Torino 2007
- La Parenthèse de sang suivi de Je soussigné cardiaque, 1981
- L'Anté-peuple, 1983; trad. a cura di Egi Volterrani, Nemico del popolo, Epoché, Milano 2003
- Les Sept Solitudes de Lorsa Lopez, 1985; trad. a cura di Egi Volterrani, Le sette solitudini di Lorsa Lopez, Einaudi, Torino 1988 ISBN 8806599658
- Moi, Cléopâtre, veuve de l'empire (teatro), suivi de Fatima Gallaire, Témoignage contre un homme stérile, 1987; trad. a cura di Egi Volterrani, in Teatro africano, vol. II, Bulzoni, Roma 1989
- Le Coup de vieux: drame en deux souffles, 1988
- Les Yeux du volcan, 1988
- Qui a mangé Madame d'Avoine Bergotha? (teatro), suivi d'un entretien de l'auteur avec Bernard Magnier, 1989
- La Résurrection rouge et blanche de Roméo et Juliette (teatro), 1990
- Une chouette petite vie bien osée (teatro), 1992
- Le Commencement des douleurs, 1995
- Poèmes et vents lisses (poesie), 1995
- Théâtre complet (teatro), 2 voll., 1995
- Antoine m'a vendu son destin (teatro), 1997
- L'Autre Monde: écrits inédits, a cura di Nicolas Martin-Granel e Bruno Tilliette, 1997
- Le quatrième côté du triangle, trad. Antonella Emina, Il quarto lato del triangolo, a cura di Sergio Zoppi e Antonella Emina, La Rosa, Torino 1997 (ed. bilingue) ISBN 8872190355
- Monologue d'or et noces d'argent suivi de Le trou (teatro), 1998